# Конгсвеген
Конгсвеген (также существует транскрипция Консвеген) (норв. Kongsvegen) — ледник в западной части острова Западный Шпицберген (архипелаг Шпицберген, Норвегия).
Ледник расположен к юго-востоку от Конгсфьорда, между Землёй Хокона VII и Землёй Оскара II. Длина его составляет 20 км, площадь — 105 км².